# ژوئل بوزو
ژوئل بوزو (فرانسوی: Joël Bouzou‎؛ زادهٔ ۳۰ اکتبر ۱۹۵۵) ورزشکار پنج‌گانه مدرن اهل فرانسه است.
وی در مسابقات کشوری و بین‌المللی در مجموع برندهٔ ۱ مدال برنز شده‌است.